# Monstera tuberculata
Monstera tuberculata es una especie de planta de la familia Araceae. El nombre común más usado es teléfono.

## Clasificación y descripción
La especie es trepadora epífita; con tallos adultos verrugosos, el tallo mide de 0,5–1,5 cm de diámetro, los entrenudos 1,5–12 cm de largo. Las hojas tiene forma ovalada, duras y espesas (coriáceas), son de color verde obscuras a negras, las nervaduras laterales primarios y secundarios no se distinguen; el pecíolo mide de 1–5,3 cm de largo, acanalados hasta 6 mm antes de la lámina, completamente envainados, vainas prolongadas distalmente en una lígula libre de al menos 5 cm de largo, caducas. Las flores se encuentran arregladas en inflorescencias, los pedúnculos miden de 4–8 cm de largo y 4–8 mm de diámetro; infructescencia que mide de 7–11 cm de largo y 4,5–5,5 cm de grueso, de color verde. El fruto es una baya verde, de hasta 11 cm de largo; semillas oblongas, marrones, de hasta 12 mm de largo.

## Distribución y ambiente
Florece y fructifica de enero a diciembre. Las especies de Monstera son hemiepífitas adaptadas para crecer en los troncos inferiores a medianos de los árboles debajo del dosel. La germinación es terrestre y las plantas jóvenes se deslizan por el suelo hasta que encuentran un árbol y empiezan a subir.  La ventaja principal de este hábito de crecimiento se considera generalmente la interceptación de una mayor cantidad de luz solar sin la necesidad de construir una estructura para alcanzar la luz.
M. tuberculata se encuentra en América Central en los bosques tropicales de tierras bajas neotropicales México y Nicaragua, Costa Rica y Panamá a Belice. La distribución en México  es en la zona de Chiapas, Oaxaca, Veracruz y Tabasco.

## Estado de conservación
Es comúnmente utilizada como decoración en interiores. Esta planta tropical puede alcanzar los 20 metros de altura. Esta especie tiene una categoría de especie Amenazada (A) según la NOM-059-ECOL-2010.